# Uśmierz
Uśmierz (dawniej Uśmierz PGR) – osada w Polsce położona w województwie lubelskim, w powiecie hrubieszowskim, w gminie Dołhobyczów.
W latach 1975–1998 miejscowość administracyjnie należała do województwa zamojskiego. 
Wieś stanowi sołectwo gminy Dołhobyczów. Według Narodowego Spisu Powszechnego (III 2011 r.) liczyła 122 mieszkańców i była siedemnastą co do wielkości miejscowością gminy Dołhobyczów.
Wierni Kościoła rzymskokatolickiego należą do parafii św. Barbary w Oszczowie.

## Historia
Według Słownika geograficznego Królestwa Polskiego z roku 1892, Uśmierz stanowił część gminy „Waręż miasteczko” w powiecie sokalskim, był tu folwark, gorzelnia, tartak i młyn. Przed II wojną właścicielami majątku Uśmierz była rodzina Hulimków. Uśmierz leży naprzeciw Waręża na Ukrainie. Znajduje się tu nieczynne przejście graniczne Uśmierz-Waręż. W miejscowości działało państwowe gospodarstwo rolne (PGR).
W 1951 roku, w związku z umową o zmianie granic Polski z ZSRR Uśmierz został przecięty granicą. Część ukraińską nazwano Myrniwka (ukr. Мирнівка).